# Adila Namazova
Adila Avaz kizi Namazova (Azerbeidzjaans: Ədilə Əvəz qızı Namazova; Seyidli, 9 september 1926 - Bakoe, 15 december 2020) was een Azerbeidzjaanse kinderarts en cardioloog. Ze was de eerste vrouwelijke kinderarts in Azerbeidzjan en de auteur van 300 wetenschappelijke werken, acht monografieën en leerboeken, vijf uitvindingen.

## Biografie
Namazova werd op 9 september 1926 in het dorp Seyidli, in de regio  Ağdam, geboren. Ze volgde het middelbaar onderwijs in  Ağdam en studeerde in 1949 af aan de Azerbaijan Medical University (AMU).
Ze werd 94 jaar oud.

## Carrière
Sinds 1965 was Namazova het hoofd van de afdeling klinische kindergeneeskunde van het Azerbaijan State Medical Institute. In 1965 promoveerde ze in de geneeskunde. In 1971 werd zij verkozen tot corresponderend lid van de USSR Academy of Medical Sciences. 
In 1982 ontving ze de Staatsprijs van de Azerbeidzjaanse Socialistische Sovjetrepubliek. Sinds 1976 was Namazova voorzitter van de Azerbeidzjaanse Pediatric Society.